# О’Салливан, Морин
Морин О’Салливан (англ. Maureen O'Sullivan, 17 мая 1911[…], Бойл, Коннахт — 23 июня 1998[…], Скотсдейл, Аризона) — ирландская актриса, сделавшая успешную карьеру в Голливуде в 1930-е годы. Мать актрисы Мии Фэрроу.

## Биография

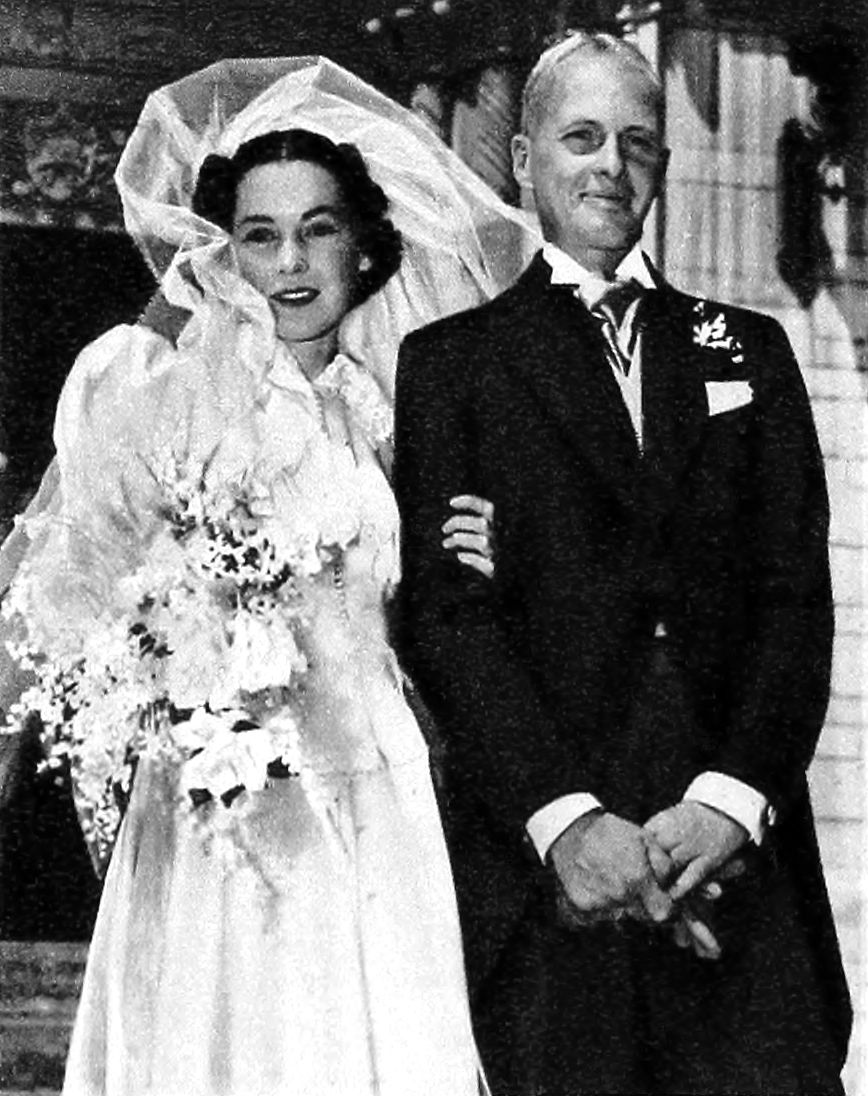
С мужем Джоном Фэрроу в день бракосочетания, 12 сентября 1936 года.

Морин Паула О’Салливан родилась в небольшом городке Бойл ирландского графства Роскоммон 17 мая 1911 года в семье Мэри Ловатт и Чарльза Джозефа О’Салливана. Начальное образование она получила в монастырской школе в Дублине, а затем обучалась в монастыре Святого Сердца Иисуса в Лондоне, где её одноклассницей была Вивьен Ли. Закончив обучения Морин вернулась в Дублин.
Её кинокарьера началась после того, как она встретила режиссёра Фрэнка Борзейги, пригласившего её на небольшую роль в своём фильме «Песня моего сердца» (1930). После выхода фильма на экраны Морин переехала в Голливуд, где решила серьёзно заняться актёрской карьерой. В последующие пару лет Морин снялась в нескольких фильмах на студиях 20th Century Fox и «MGM», а затем режиссёр Ирвинг Талберг и взял на роль Джейн Паркер в фильм «Тарзан — человек-обезьяна» (1932). Эта роль стала звёздной в карьере О’Салливан и в последующие годы этого десятилетия она была очень востребована в Голливуде, снявшись ещё шесть раз в роли Джейн в продолжениях фильма. Морин также появилась в фильмах «Тонкий человек» (1934), «Барреты с Уимпол-стрит» (1934), «Дэвид Копперфилд» (1935), «Анна Каренина» (1935), «Дьявольская кукла» (1936), «День на скачках» (1937), «Янки в Оксфорде» (1938), «Гордость и предубеждение» (1940) и многих других.
После выхода на экраны фильма «Приключение Тарзана в Нью-Йорке» (1942) Морин на несколько лет прекратила сниматься, посвятив себя мужу, актёру и режиссёру Джону Фэрроу, и дочери, Мии Фэрроу. Позже Морин родила от Джона ещё шестерых детей, трое из которых в будущем также связали свою карьеру с кино.
В последующие годы О’Салливан намного меньше стала появляться на большом экране, и в большей степени снималась на телевидении и выступала на Бродвее. В конце 1980-х годов Морин сыграла несколько крупных ролей в кино, среди которых Норма, мать героини Мии Фэрроу, в «Ханна и её сёстры» (1986), Элизабет Алворг в «Пегги Сью вышла замуж» (1986) и Грейси Кларк в «Изгнанники» (1987). В 1990 году у неё появилась звезда на голливудской «Аллее славы» на Голливуд-бульвар 6541.
Морин О’Салливан умерла от осложнений после операции на сердце 23 июня 1998 года в возрасте 87 лет.

## Избранная фильмография
| Год  |   | Русское название         | Оригинальное название                                                                        | Роль                        |
| ---- | - | ------------------------ | -------------------------------------------------------------------------------------------- | --------------------------- |
| 1930 | ф | Представьте себе         | Just Imagine                                                                                 | ЛН-18                       |
| 1932 | ф | Отсроченный платёж       | Payment Deferred                                                                             | Винни Марбл                 |
| 1934 | ф | Тарзан и его подруга     | Tarzan and His Mate                                                                          | Джейн Паркер                |
| 1934 | ф | Тонкий человек           | The Thin Man                                                                                 | Дороти Уайнант              |
| 1934 | ф | Барретты с Уимпоул-стрит | The Barretts of Wimpole Street                                                               | Генриетта Барретт           |
| 1935 | ф | Дэвид Копперфильд        | The Personal History, Adventures, Experience, & Observation of David Copperfield the Younger | Дора                        |
| 1935 | ф | Анна Каренина            | Anna Karenina                                                                                | Кити                        |
| 1936 | ф | Дьявольская кукла        | The Devil-Doll                                                                               | Лорейн Лавонд               |
| 1940 | ф | Гордость и предубеждение | Pride & Prejudice                                                                            | Джейн Беннет                |
| 1948 | ф | Большие часы             | The Big Clock                                                                                | Джорджетт Страуд            |
| 1950 | ф | Где живёт опасность      | Where Danger Lives                                                                           | Джули                       |
| 1957 | ф | Большой страх            | The Tall T                                                                                   | Доретта Мимс                |
| 1970 | ф | Финкс                    | The Phynx                                                                                    | в роли самой себя           |
| 1986 | ф | Ханна и её сёстры        | Hannah and Her Sisters                                                                       | Норма                       |
| 1986 | ф | Пегги Сью вышла замуж    | Peggy Sue Got Married                                                                        | Элизабет, бабушка Пегги Сью |